# Enfermedad de Salla

La Enfermedad de Salla se transmite con un patrón autosómico recesivo

La enfermedad de Salla, también llamada enfermedad de depósito de ácido siálico libre, es una enfermedad hereditaria que se transmite según un patrón autosómico recesivo. Se incluye dentro del conjunto de trastornos llamados enfermedades por depósito lisosomal y provoca importante discapacidad y retraso mental en los niños afectados. La primera descripción fue realizada en el año 1979. Su frecuencia es muy baja, la mayor parte de los casos se producen en Finlandia y Suecia, es una de las enfermedades de herencia finlandesa. El nombre de la afección procede de la ciudad de Salla en la Laponia finlandesa, donde se detectaron los primeros casos.

## Genética y causa
Está causada por una mutación en el gen SLC17A5 situado en el cromosoma 6 humano (6q14-15). Este gen codifica la sialina, una proteína transportadora de ácido siálico que se localiza en la membrana del lisosoma y tiene la función de transportar el ácido siálico libre (ácido N-acetilneuramínico) fuera de la estructura del lisosoma, al alterarse la función de la sialina se produce una acumulación de ácido siálico en el interior de la célula.

## Diagnóstico
El diagnóstico se sospecha por los síntomas y los antecedentes familiares, se confirma mediante la determinación de los niveles de ácido siálico libre en orina que están muy aumentados.

## Tratamiento
No existe un tratamiento específico que cure la afección. Las medidas terapéuticas se basan en procedimientos generales para mejorar los síntomas y sus consecuencias.